# Балан-Тамур
Бала́н-Таму́р — озеро на севере Бурятии в Амутской котловине, расположено на территории Джергинского природного заповедника. Является естественным расширением реки Баргузин, соединено отдельной протокой с озером Чурикто. Дно озера усеяно множеством крупных гранитных глыб, и лишь на участке впадения Баргузина отмечается песчаный материал, приносимый рекой. По генезису Балан-Тамур — тектоническое озеро, хотя не исключается и действие древних ледников.
По берегам Балан-Тамура встречается выдра, в зимнее время фиксируются стада лесного подвида северного оленя, в озере водятся следующие виды рыб: ленок, хариус, таймень, налим, речной гольян; развита высшая водная растительность.